# Plaza Juárez (Pachuca)
La plaza Júarez; es una plaza de la ciudad Pachuca de Soto, Hidalgo, en México. En la plaza se coloca el árbol de Navidad de la ciudad y se da el grito de independencia por parte del gobernador del estado.

## Ubicación
La plaza está localizada en la zona conocida como Centro Histórico, entre las calles 
Belisario Domínguez, Gómez Pérez; y las avenida Juárez y Revolución. Ubicada en las coordenadas 20° 7′ 23.59″ N, 98° 44′ 10.62″ W.

## Historia

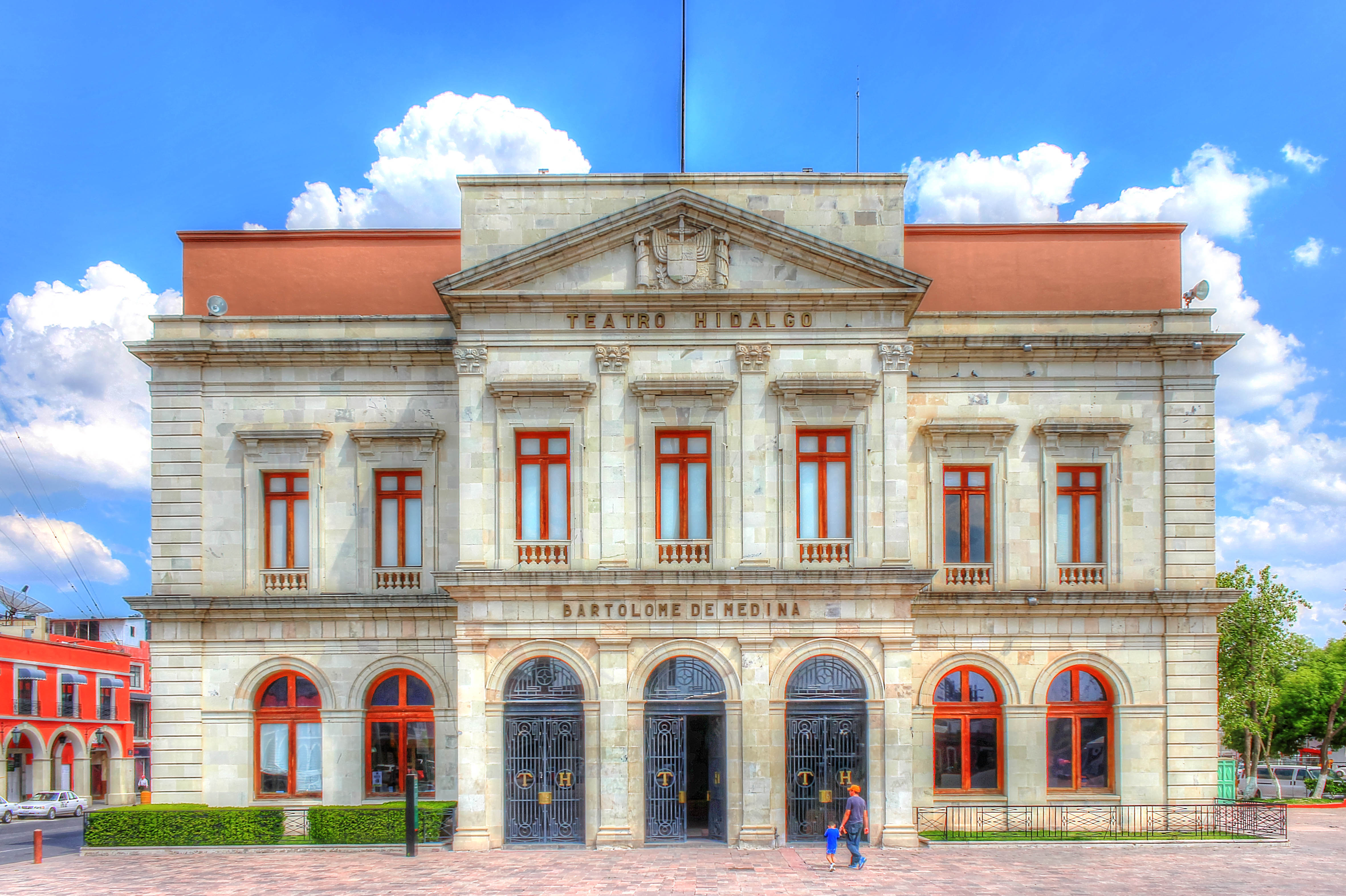
Teatro Hidalgo Bartolomé de Medina.

Para los años 1880, Pachuca contaba con los servicios de ferrocarril de las compañías Ferrocarril Central Mexicano y Ferrocarril Mexicano. Sin embargo, ambas empresas ferroviarias, transportaban mercancías para la región en su mayoría, dejando de lado el servicio de pasajeros. Esta circunstancia fue observada por Gabriel Mancera, quien en 1881 funda Ferrocarril Hidalgo y del Nordeste. Construyó su terminal en los terrenos que ocupan la plaza.
En 1914, el Ferrocarril Hidalgo inauguró una corrida de pasajeros existente hasta por ahí de 1953, llamada "El rápido de la Siete", que empleaba poco más de una hora en el recorrido Pachuca-México D.F.. El Ferrocarril Hidalgo fue incorporado a los Ferrocarriles Nacionales de México por Lázaro Cárdenas del Río. De 1956 a 1957, fue demolida la estación del Ferrocarril Hidalgo, así como las viejas caballerizas de la Compañía Real del Monte y Pachuca, para dar paso a la Plaza Juárez. El 21 de marzo de 1957 se inaugura la plaza por el Gobernador Quintín Rueda Villagrán; en esa fecha solo se encontraban el Monumento a Benito Juárez y el Teatro Hidalgo Bartolomé de Medina que era sede del Congreso del Estado de Hidalgo.
El 15 de septiembre de 1970 se inaugura el Palacio de Gobierno del Estado de Hidalgo; a partir de 1987, el Teatro Hidalgo Bartolomé de Medina se convirtió en recinto cultural de usos múltiples para: teatro, danza, conferencias, conciertos y exposiciones. En los años 1980 se pintó el mural "Por la democracia, el trabajo y la soberanía nacional" obra de José Hernández Delgadillo; n sus medidas sode 2 m de altura por 12 m de largo ubicado en la pared de la Primaria Miguel Alemán, en la Avenida Revolución.
En 1984 gobernador de Hidalgo, Guillermo Rossell de la Lama, mandó a construir el Jardín de los Hombres Ilustres, donde se sembraron 600 árboles traídos del vivero de El Mexe, ubicado en el municipio de Fancisco I. Madero. El 21 de octubre de 1991 se inaugura el Teatro Guillermo Romo de Vivar en uno de los edificios en las inmediaciones de la plaza. El mural "Por la democracia, el trabajo y la soberanía nacional", en 1995 se borró para poner publicidad y se tuvo que volver a realizar. El 29 de noviembre de 2000 se inaugura la Librería Educal Margarita Michelena, ubicada dentro del Teatro Hidalgo Bartolomé de Medina.
En 2002, se crea la Galería Leo Acosta. En 2017 en la plaza se colocó un mega altar de muertos con una extensión de 790 m², los siete niveles de la ofrenda simbolizan los siete pecados capitales. Para su realización se requirieron aproximadamente veinte toneladas de flor; más de mil piezas de pan; además de mil metros de papel picado. También 400 kg de naranjas, 50 kg de mandarinas, 10 kg de cacahuetes, 100 kg de guayaba y siete costales de caña de azúcar. Asimismo, 400 kg de plátano, 20 kg de tejocote y 20 kg de calabaza, 30 kg de jícama, 20 kg de maíz y 100 costales de aserrín.
En 2019 se colo otro altar de muertos en la Plaza Juárez de 1044.30 m², con lo cual consiguió nuevamente romper el récord Guinness; para la elaboración de este altar participaron más de 100 hidalguenses, entre creadores, artesanos, diseñadores y ciudadanos. El 12 de abril de 2020, para evitar congregación de personas y la propagación del SARS-CoV-2; el Ayuntamiento de Pachuca de Soto procedió a la sanitización del lugar, y luego se acordonó el perímetro para limitar el acceso principalmente el Jardín de los Hombres Ilustres; esto para manejar la pandemia de enfermedad por COVID-19 en la ciudad.
En julio de 2021, se inició el derribo de 293 pinos de las especies greggii, trueno, radiata y cedro blanco del Parque de los Hombres Ilustres, derivado que fueron afectados por la plaga denominada del “escarabajo de la corteza” (Hylesinus aztecus). Esta deforestación representó un 60 %, inicialmente había 469 árboles, sobreviven 177 especies. El primer ejemplar fue tirado el 20 de julio de 2012, en tres minutos, utilizándose una motosierra. Tenía casi 40 años y medía entre 22 y 25 metros de altura. En julio de 2023, se inició una forestación con 60 ejemplares.
El 28 de junio de 2024, inicio una remodelación a la plaza, trabajos que concluyeron hasta septiembre y la fecha de inauguración se realizó el 15 de septiembre de 2024. Los trabajos se han centrado en mejorar la explanada, incluida la construcción de 8000 m² de concreto estampado, junto a la instalación de sistemas de riego y rampas de acceso.

## Arquitectura

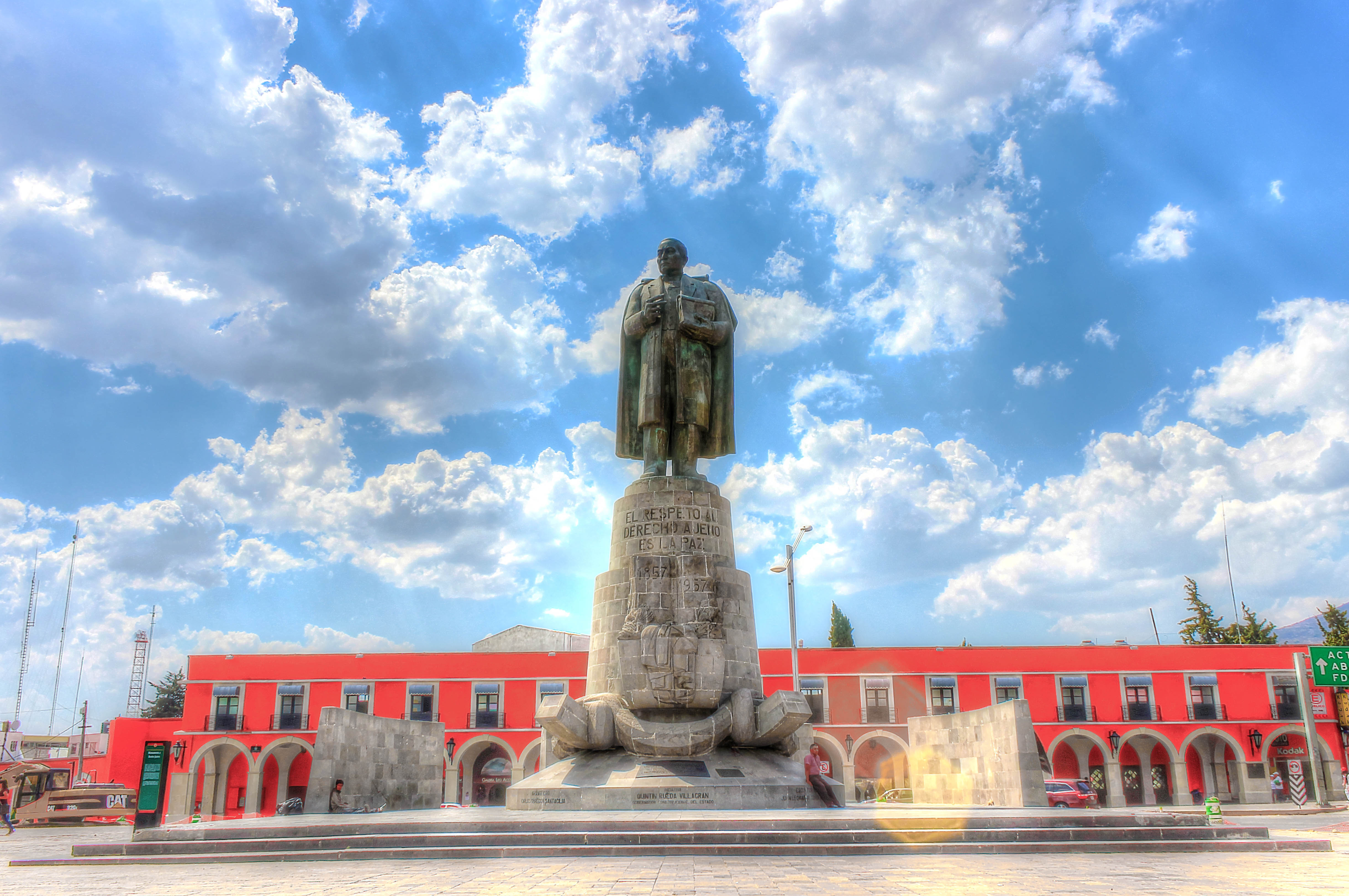
Monumento a Benito Juárez.

Algunos de los edificios y monumentos que se encuentran en las inmediaciones de la plaza son:
- Teatro Hidalgo Bartolomé de Medina edificio neoclásico, sobresale en su fachada de cantera los arcos de medio punto, las ventanas rectangulares con cornisa entrecortada y un frontón rectangular con un escudo en altorrelieve.[7] El teatro tiene dos plantas y puede albergar a 453 personas.[7] El aforo es de 500 butacas, escenario de ocho por seis metros, dos camerinos, sala de conferencias con capacidad para ochenta personas y tres salones.[7] En octubre de cada año, el Teatro Hidalgo Bartolomé de Medina, así como otros monumentos son iluminados de rosa por la campaña mundial de la lucha contra el cáncer de mama.[28]

- Librería Educal Margarita Michelena, la librería formaba parte de la Red Nacional de Libros y Arte del Consejo Nacional para la Cultura y las Artes (CONACULTA), con un acervo de 10 000 libros.[12] El inmueble cuenta con un espacio de exhibición de más de 90 m² de superficie y 17 m lineales.[12] La librería rinde homenaje a Margarita Michelena poeta, crítica, maestra y periodista hidalguense.[12] Esta librería cerro en 2017.[29]

- Monumento a Benito Juárez diseñado por Carlos Obregón Santacilia, y la escultura por Juan Leonardo Cordero.[30][31] Se edificó por iniciativa del entonces gobernador Quintín Rueda Villagrán y está al resguardo del Instituto Nacional de Bellas Artes (INBA).[31] El monumento se compone de una amplia plataforma delimitada por tres muros aislados dispuestos en forma de hemiciclo.[32][30] La parte baja del pedestal de forma circular está adornada con un gran libro abierto, alusivo a la Constitución de 1857 donde se encuentra grabado 1857-1957,[32] la sección de arriba tiene grabado en la cantera: “El respeto al derecho ajeno es la paz”.[30] Sobre este pedestal se encuentra la estatua de Benito Juárez.

- Teatro Guillermo Romo de Vivar y Galería Leo Acosta, el teatro tiene una capacidad para 183 personas y con un proyector de 35 milímetros.[11] La galería ubicada a un costado del teatro es un espacio para exposiciones de arte.[13]

- Palacio de Gobierno del Estado de Hidalgo, es una edificación de cuatro niveles con paredes de mármol y pisos de granito.[6] Es sede del Poder Ejecutivo del Estado de Hidalgo.

- Jardín de los Hombres Ilustres, pequeño jardín público ubicado al costado del Palacio de Gobierno del Estado de Hidalgo.

## Galería

Plaza Júarez
Palacio de Gobierno del Estado de Hidalgo.
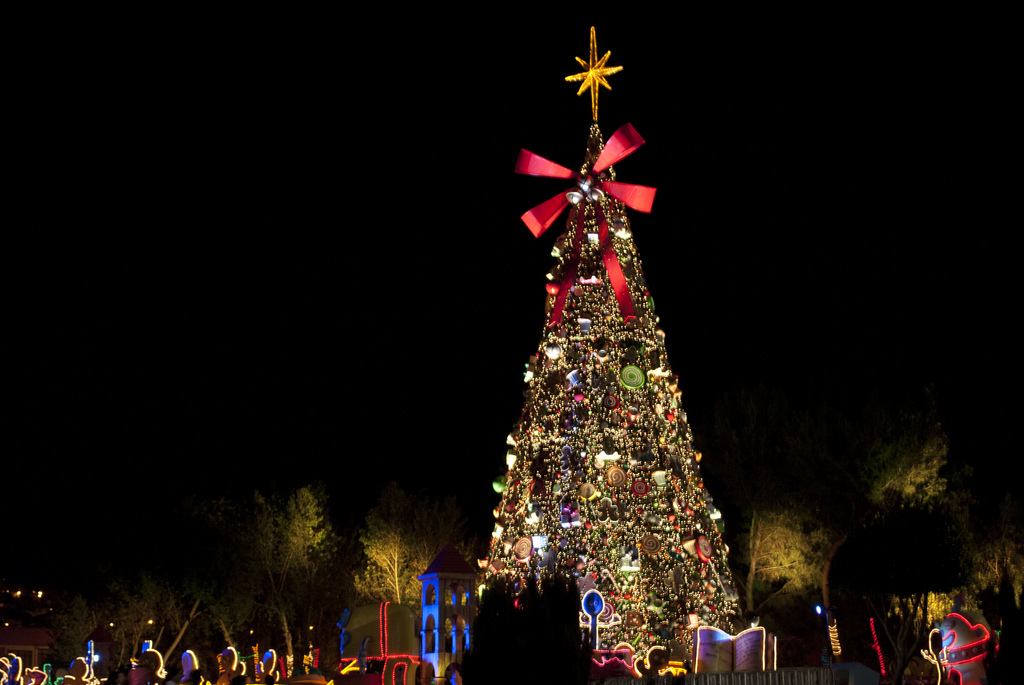
Árbol de Navidad en la plaza.
Monumento a Benito Juárez.
Portales de la plaza.
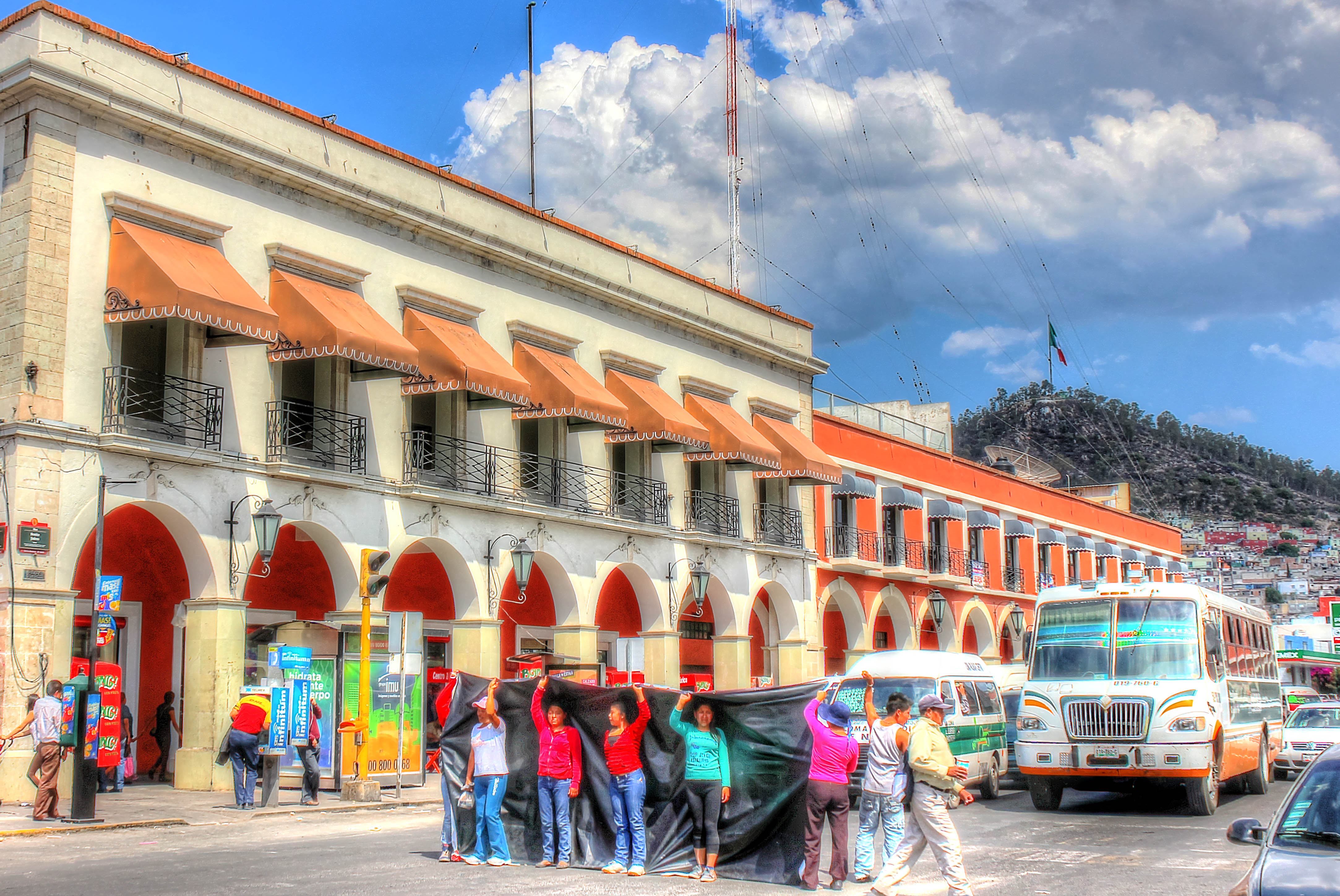
Portales de la plaza.
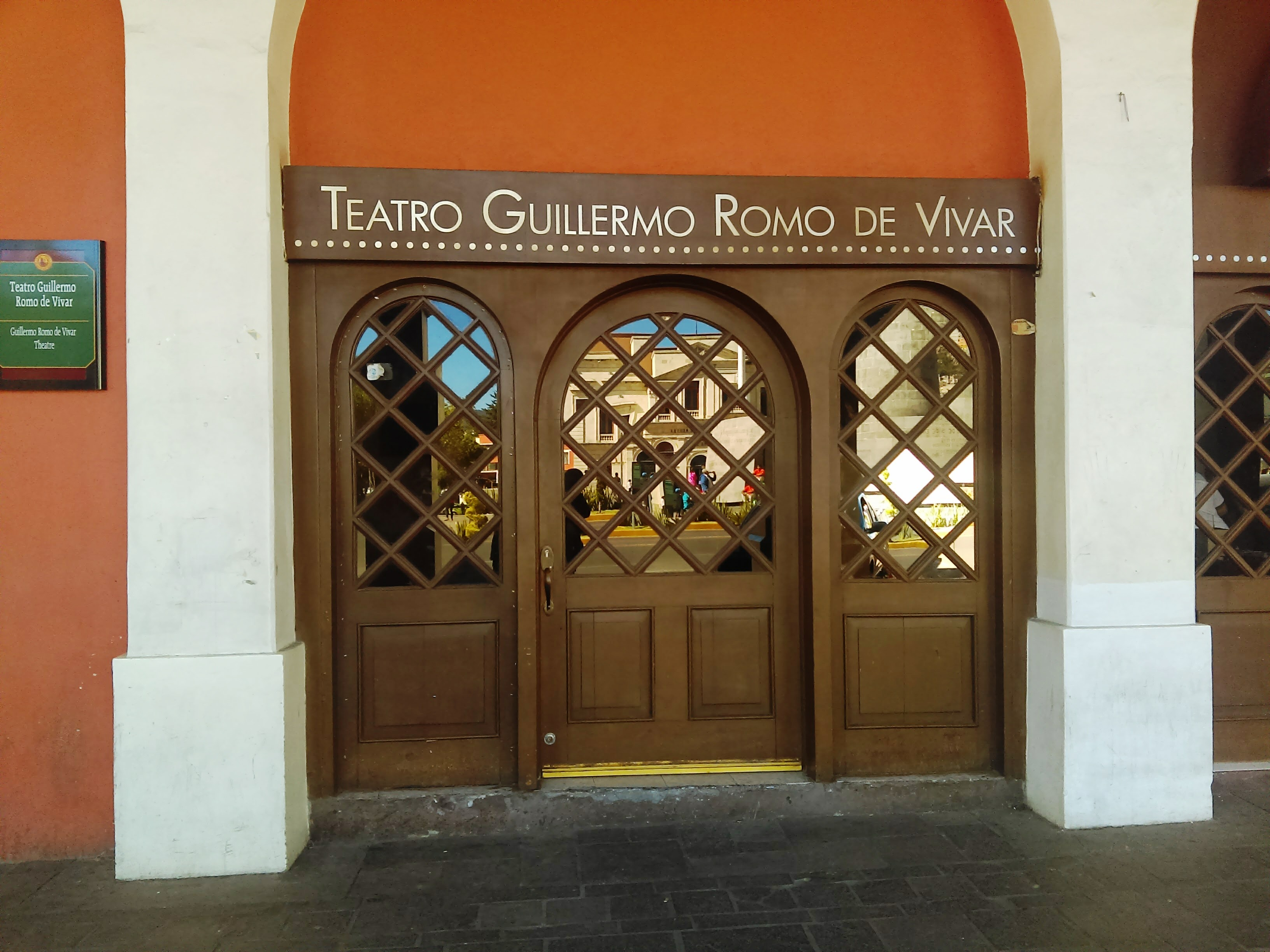
Teatro Guillermo Romo de Vivar.
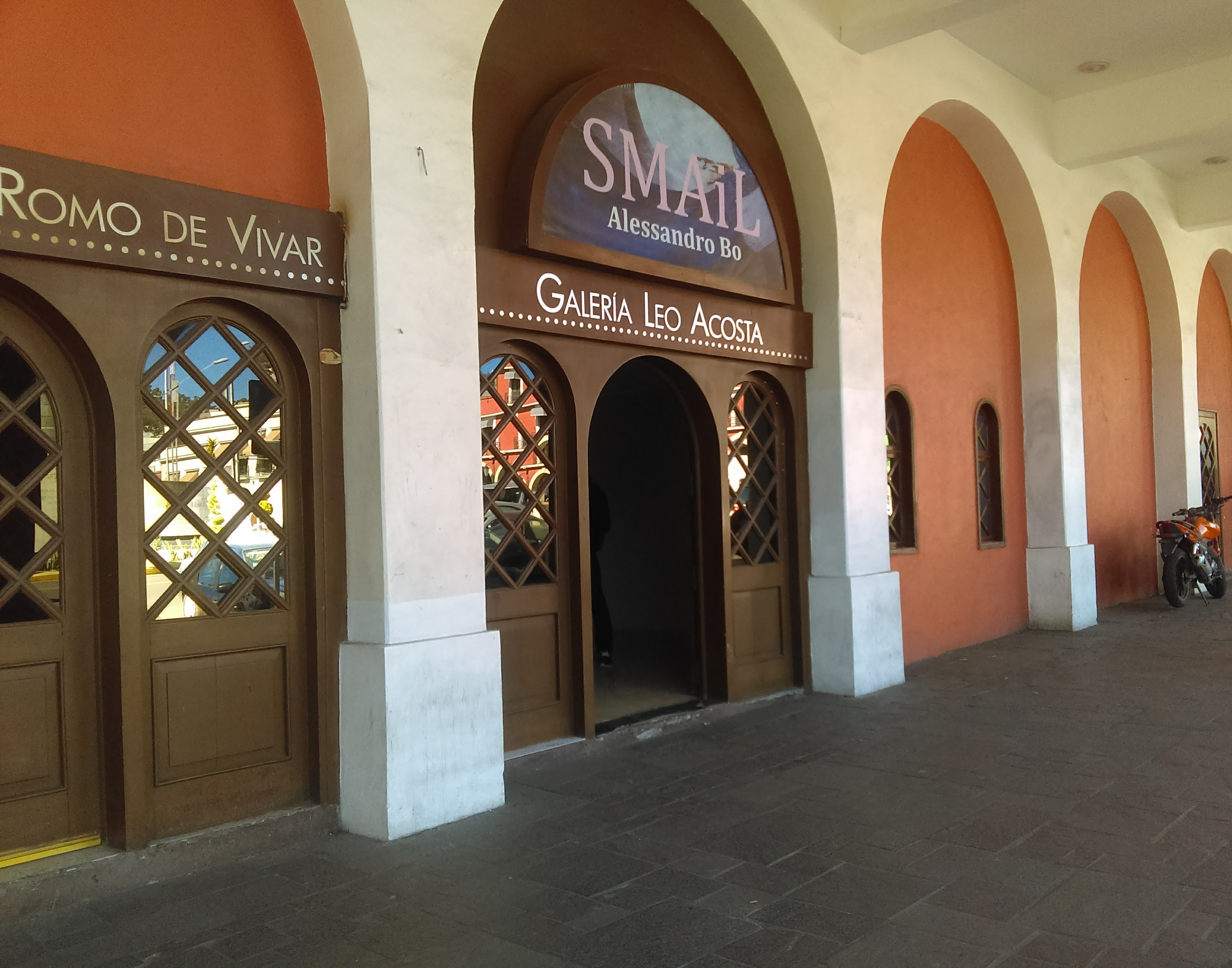
Galería Leo Acosta.
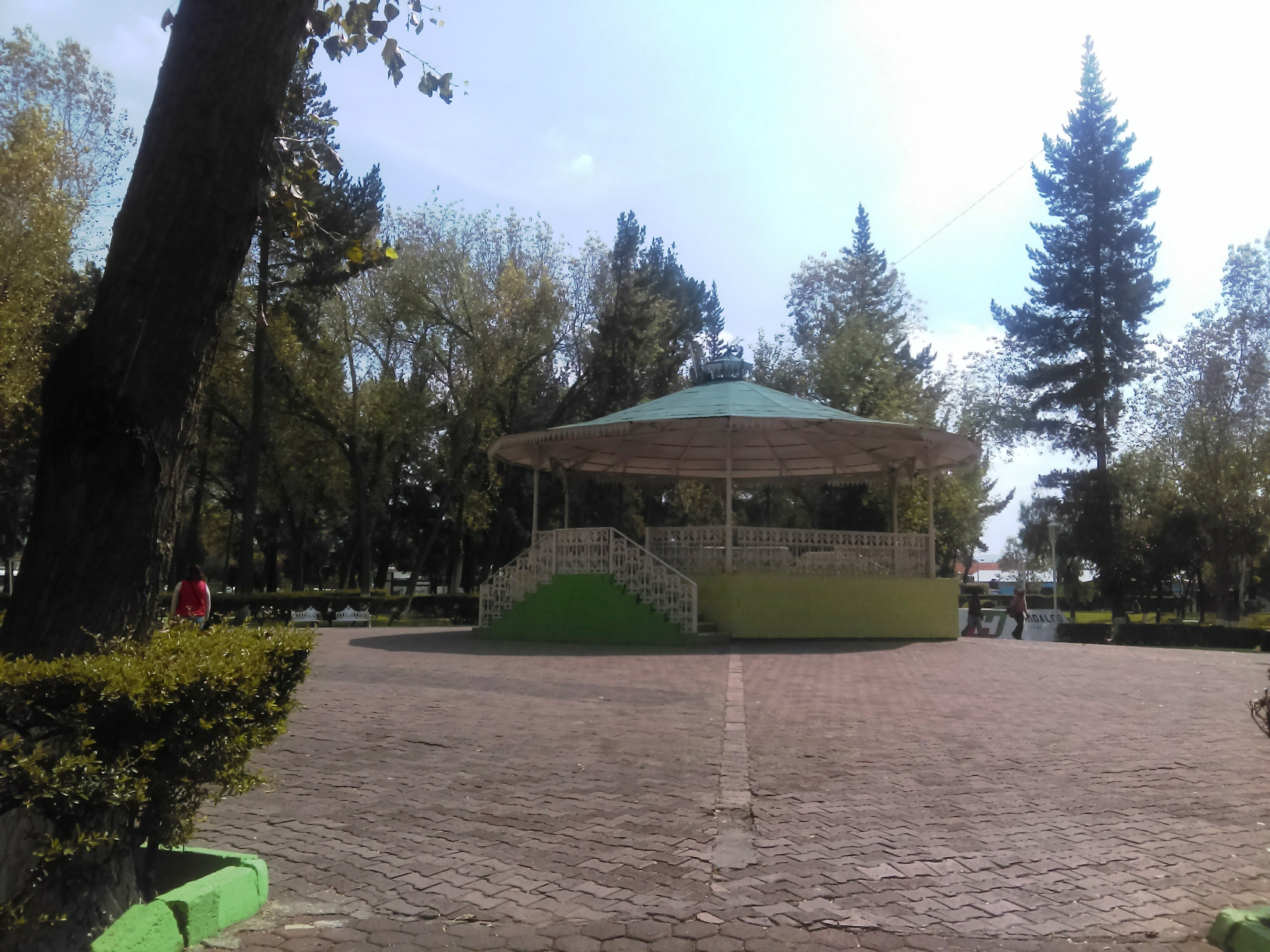
Jardín de los Hombres Ilustres.
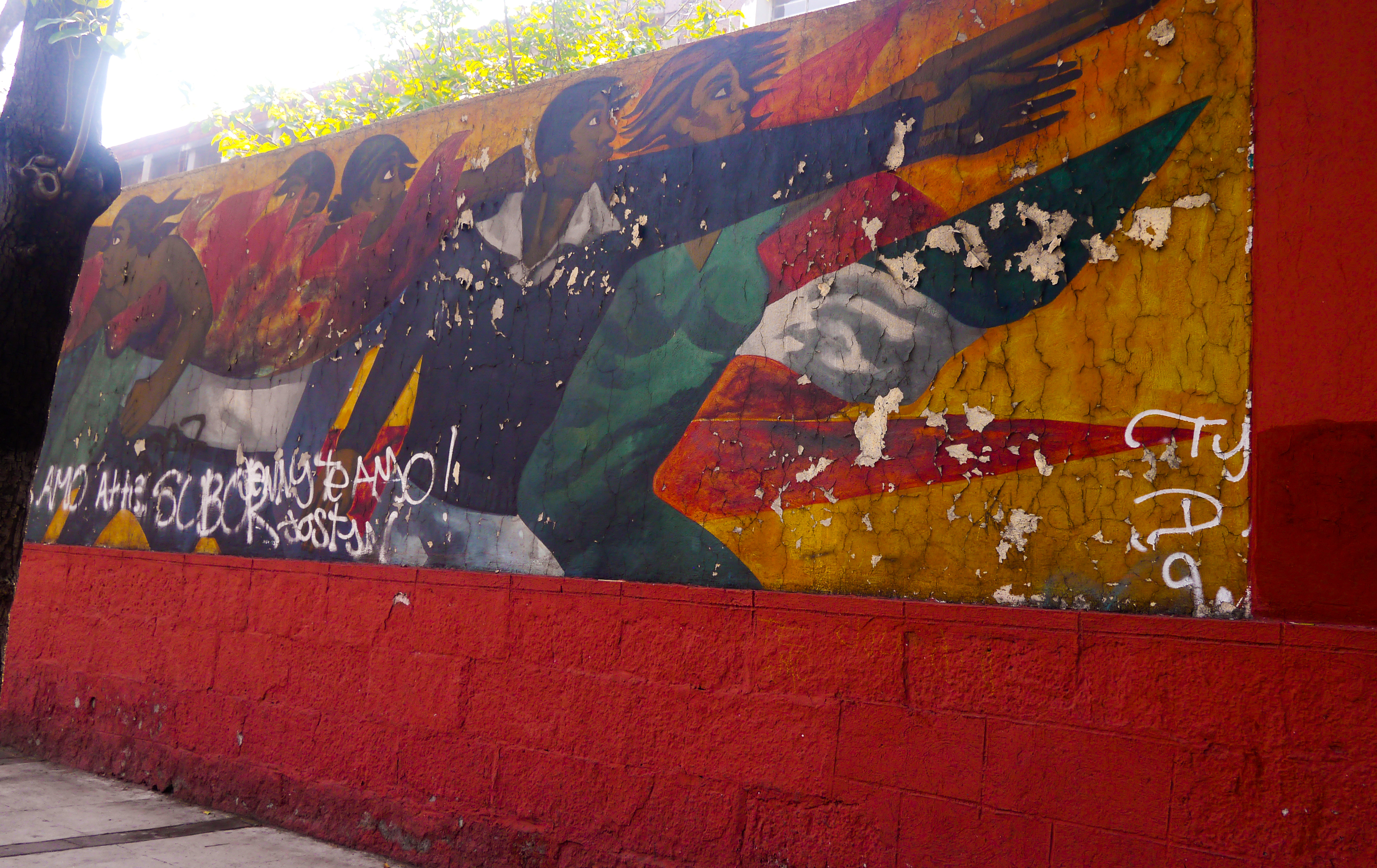
Mural "Por la democracia, el trabajo y la soberanía nacional".
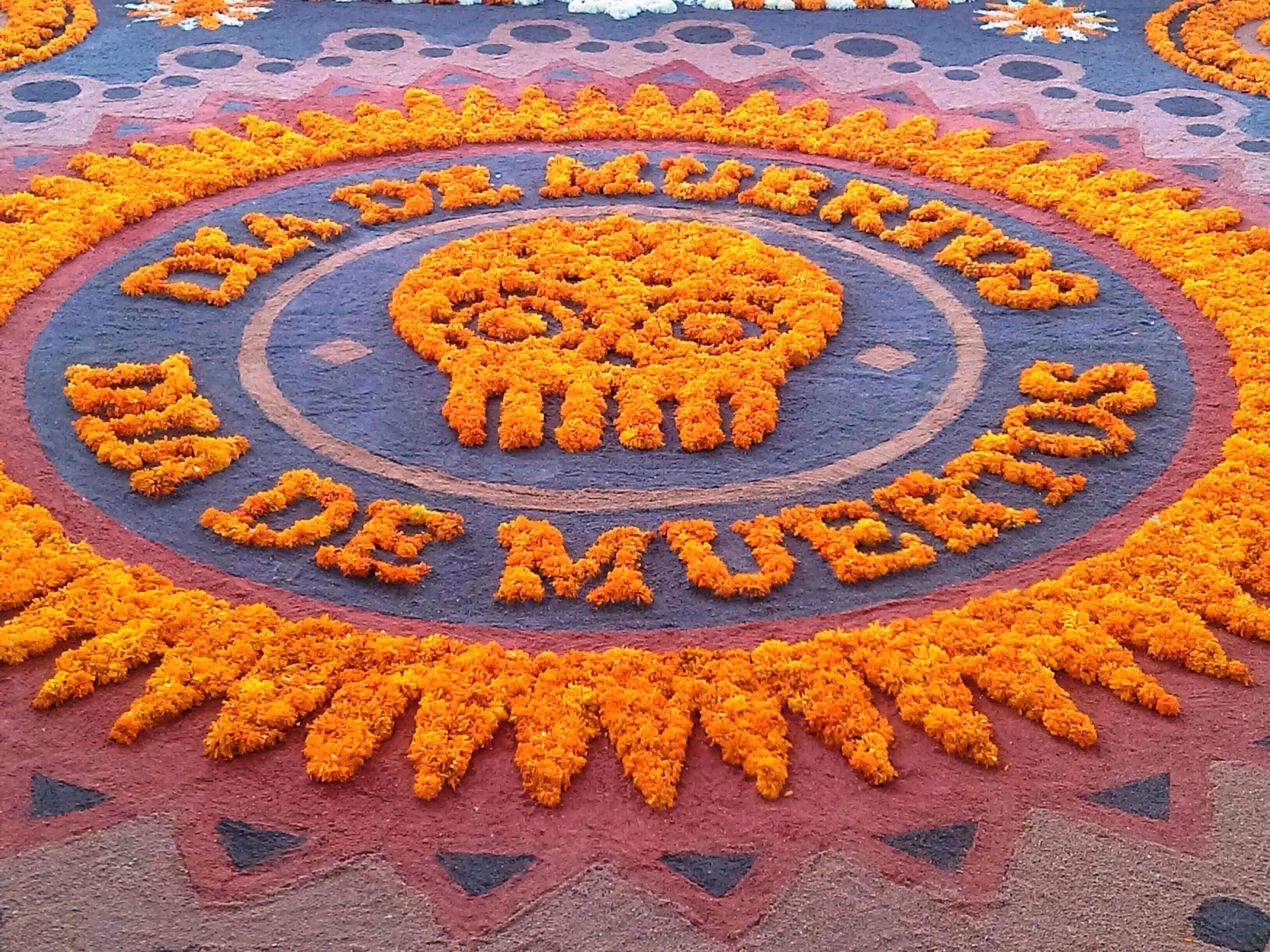
Detalle del Atar de muertos en 2016.
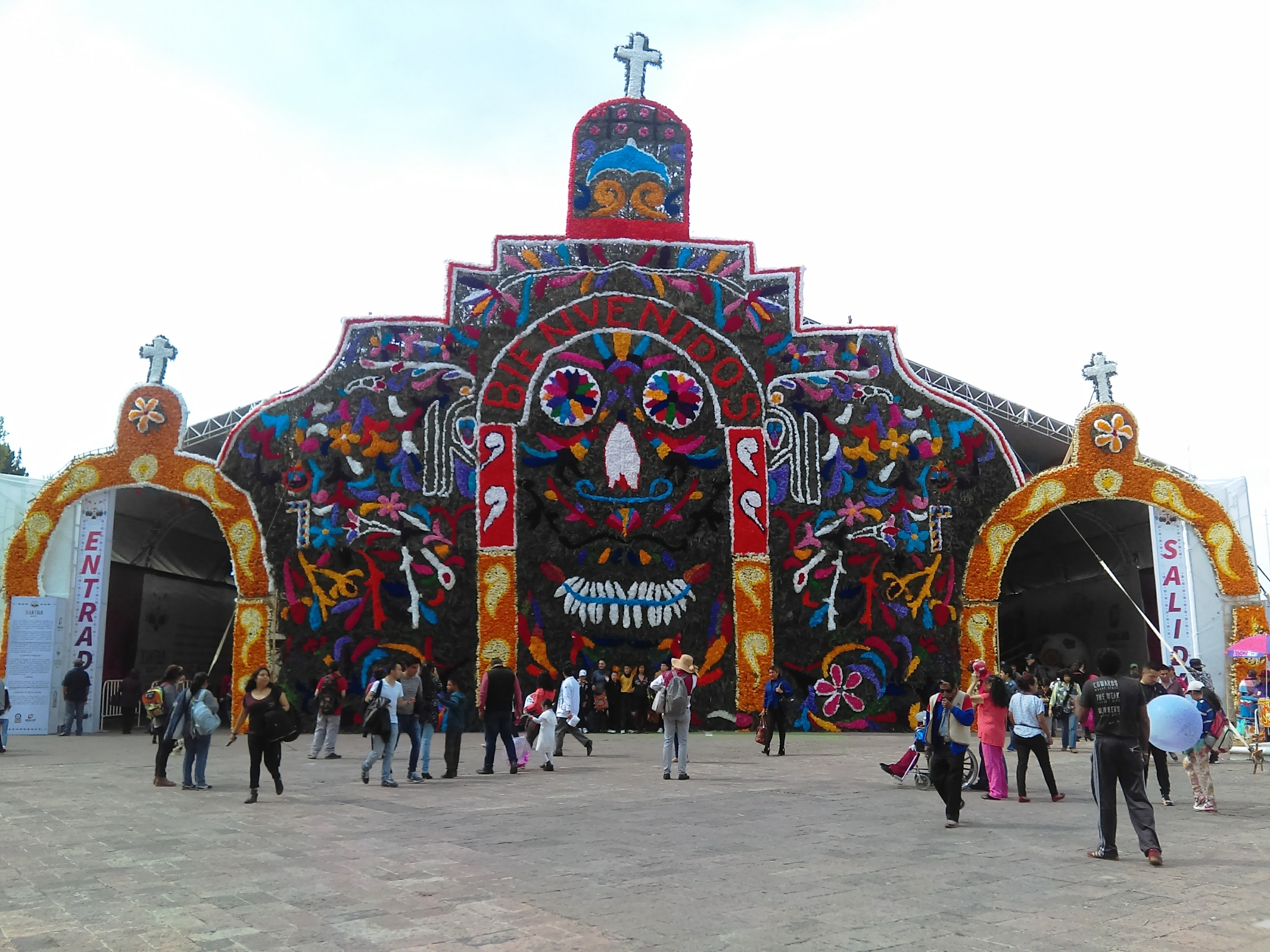
Atar de muertos en 2017.
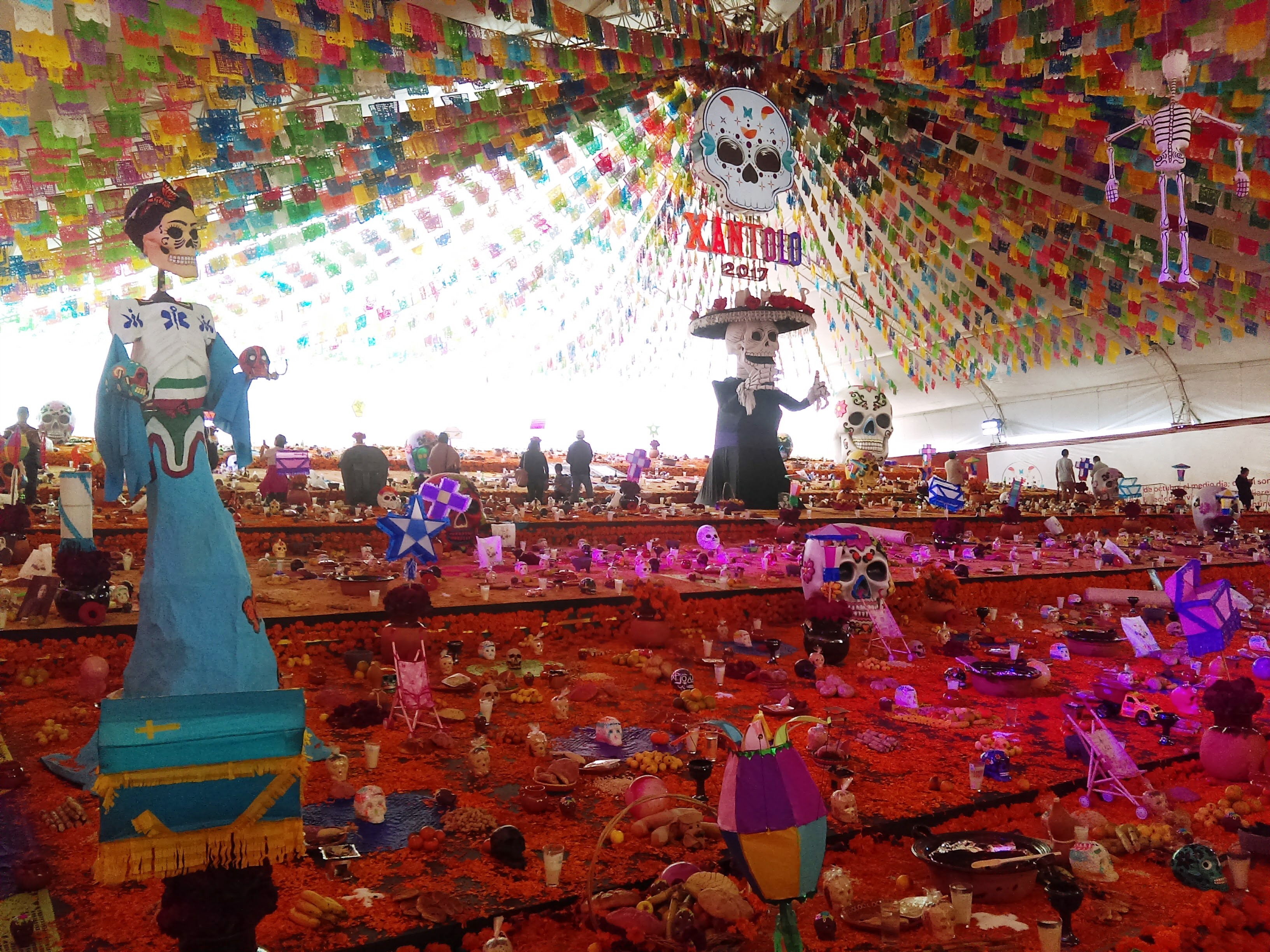
Atar de muertos en 2017.